# El Periódico de Aragón
El Periódico de Aragón is een regionaal dagblad in de Spaanse regio Aragón. Het kantoor van de krant zit in Zaragoza. De krant is eigendom van de Grupo Zeta en wordt sinds 1990 uitgegeven door de Prensa Diaria Aragonesa. De krant komt voor een groot deel overeen met de belangrijkste krant van de Grupo Zeta, El Periódico. Met name de opiniestukken en het lokale nieuws verschillen van laatstgenoemde. Dit zijn, naast sport, wel de belangrijkste rubrieken van de krant.
De krant is volledig onafhankelijk, maar wel progressief getint. De krant heeft een oplage van rond de 15.000 en is daarmee de tweede krant van de regio Aragón, na de Heraldo de Aragón.
Lijst van dagbladen